# Chronobiologie et rythme de l'école chez les adolescents
Le cycle circadien humain coordonne nos horloges internes afin de créer un alignement stable de nos rythmes endogènes quotidiens au rythme de 24 heures tel que dicté par l’environnement. Certains individus exhibent des chronotypes différents, soit des alignements de phases stables au jour de 24h. Cela fait que certaines personnes se réveillent et/ou veillent plus tard que d’autres. Le décalage horaire social (social jetlag, ou SJL en anglais) est le décalage entre la phase circadienne d’un individu et son environnement en raison de ses activités sociales,. Ce décalage est de plus en plus courant et mène à de nombreux risques de santé. Actuellement, les horaires scolaires occidentales ont tendance à être optimisés pour les chronotypes « tôt » (par exemple, de 8h à 16h pour les écoles primaires et secondaires canadiennes). Les élèves ayant un chronotype « tard » courent un plus grand risque de persistance du SJL par rapport à leur environnement académique, ce qui semble entraîner une baisse des résultats scolaires à l'école primaire, au secondaire (ainsi qu’à l’université et dans une école de médecine ou professionnelle),.

## Processus endogènes impliqués dans la rythmicité du sommeil

### Processus circadien et homéostatique
La tendance naturelle du sommeil est déterminée par l’interaction de deux composantes endogènes indépendantes, soit le processus circadien et le processus homéostatique.
Le processus circadien, aussi appelé processus C, est un système neurochimique (mélatonine) qui utilise les signaux de l’environnement pour recréer un rythme interne jour-nuit. Ce processus est contrôlé par un effet “pacemaker” provoqué par les cellules se situant dans le noyau suprachiasmatique (SNC) de l’hypothalamus.
Le processus homéostatique, aussi appelé processus S, est ce qui se définit comme étant la pression de sommeil. En effet, l’utilisation de l’électroencéphalographie (EEG) montre que cette pression de sommeil s’accentue lorsqu’une personne est en éveil, puis se dissipe graduellement lorsqu’une personne dort.
L’interaction de ces deux processus fait en sorte que le processus C contrôle le moment du sommeil et de l’éveil. Ainsi, lorsque la pression de sommeil dépasse le seuil de l’initiation du sommeil, le processus C initie le sommeil. Lorsque la pression de sommeil chute en dessous du seuil de l’initiation de l’éveil, le processus C initie l’éveil.

### Applications des processus chez les adolescents
Le manque chronique de sommeil chez les adolescents vient en partie du fait que ceux-ci restent éveillés tard le soir. En effet, les adolescents souffrent d’un retard de phase faisant en sorte que ceux-ci se couchent relativement tard et ont tendance à se lever plus tard. Cela entre donc en conflit avec l’heure des cours qui est relativement tôt le matin. Ce phénomène est aussi directement lié à l’âge des étudiants, dont les nuits sont progressivement raccourcies en faveur d’un réveil plus tôt causé par l’horaire émis par les institutions scolaires et d’un coucher plus tard en raison des activités périscolaires et du travail à temps partiel. Ce délai de phase est expliqué par des changements associés au processus circadien ainsi qu’au processus homéostatique survenant à l’adolescence.
Une expérience utilisant une méthode d’étude de l’activité électroencéphalique à ondes lentes (Electroencephalographic slow-wave activity, ou EEG SWA) montre que les adolescents plus âgés sont capables de tolérer des épisodes d’éveil plus longs que les adolescents pré-pubères, bien que le taux de dissipation de la pression de sommeil des deux groupes est très similaire. Ce résultat indique que les adolescents matures sont plus résistants à la pression de sommeil que les adolescents de plus bas âge.
De plus, une étude observant le déphasage en fonction de l’heure Zeitgeber chez les adolescents montre que la période allongée des adolescents (24,27h comparativement à celle des adultes, qui est de 24,12h) cause le délai du rythme jour-nuit créé par le processus C par rapport au cycle de lumière. Ainsi, cette étude montre que le délai de phase du sommeil des adolescents est dû entre autres à une période allongée.
En supprimant par des impulsions lumineuses de 1h la sécrétion de mélatonine chez des adolescents, plusieurs expériences montrent que les adolescents ont une faible avance de phase en réponse à l’exposition de lumière le matin, mais un délai de phase exagéré en réponse à l’exposition de lumière le soir. Ainsi, ces expériences démontrent qu’une augmentation de la sensibilité du pacemaker circadien au délai de phase causée par la lumière fait en sorte que le pacemaker retarde, par rapport au cycle de la lumière, le rythme du processus C et provoque, tout comme une période allongée, le retard du rythme du processus C.
Donc, le fait que les adolescents aient une période allongée, un pacemaker circadien plus sensible au délai de phase occasionné par la lumière ainsi qu’une meilleure résistance à la pression de sommeil fait en sorte qu’ils ont une phase de sommeil retardée. Ce délai de phase affecte l’heure à laquelle ils se couchent et se réveillent et peut donc venir affecter leur mode de vie scolaire.

## Conséquences associées au délai de phase
La diminution du nombre d’heures de sommeil associée à des heures de cours matinales et au délai de phase chronique chez les adolescents entraîne de nombreuses conséquences sur leur mode de vie et leur organisme. En effet, plusieurs facteurs intrinsèques et extrinsèques sont à l’origine de ces changements. Parmi les facteurs internes on retrouve la plus grande résistance à la pression homéostatique du sommeil mentionnée dans plus haut. Les facteurs externes quant à eux sont des facteurs psychosociaux dus à la charge de travail scolaire, aux horaires d’études, à la possibilité de détenir une activité professionnelle en plus des études ou encore à la vie sociale accrue.

### Manque de sommeil et diminution de la performance scolaire
Une étude a été faite sur 8 adolescents âgés de 12 à 15 ans afin d’analyser leur capacité à réussir un test de mathématique et un test de mémoire. On observe que les adolescents ayant le moins d’heures de sommeil obtiennent les moins bons scores. Ainsi, ces études ont montré que le manque de sommeil causé par le fait que le début des cours se fait tôt le matin couplé au retard de phase du sommeil des adolescents entraîne une diminution de leurs rendements scolaires lié à une baisse de la capacité d’apprentissage et à une déficience de la mémoire.

### Prévalence des maladies mentales liées à la fatigue
Le manque de sommeil semble entraîner, d’après des études, une augmentation de la prédisposition aux maladies mentales, une tendance accrue au repli sur soi et des troubles comportementaux. En effet, la volonté de rattraper la dette de sommeil entraîne de longues périodes d’endormissement, isolant l’adolescent de son entourage. Dans l’étude menée, les chronotypes du soir sont comparés aux chronotypes du matin. On remarque que les “couche-tard” sont plus sujets à des idées suicidaires ou à la consommation de substances psychotropes.

### Dangers des solutions envisagées
Il a été montré que pour pallier le manque de sommeil, les adolescents consommaient souvent des boissons caféinées du type café ou boissons énergisantes de manière excessive. En effet, une étude a mis en évidence ceci en recensant une dose de 400 milligrammes de caféine par jour pour 11.2% d’entre eux. La National Sleep Foundation montre que 31% des adolescents boivent 2 boissons caféinées par jour. Or, la surconsommation de caféine a de réels effets néfastes sur la santé créant une accélération cardiaque et de l’anxiété. Un autre moyen est également mis en place par les adolescents pour rattraper leur « dette » de sommeil : les siestes. Encore là, une sieste diurne trop longue augmente le délai de phase, permettant ainsi à l’adolescent de se coucher plus tard sans avoir à supporter une pression homéostatique du sommeil.